# N.T.C. De Wiltsangh
Nunspeetse Tennisclub De Wiltsangh is een tennisvereniging uit Nunspeet. De tennisvereniging is gevestigd op het sportpark "De Wiltsangh" en ontstond op 1 januari 1974 uit een fusie van de twee tennisverenigingen de Nunspeetse Lawn Tennisclub en Tennisvereniging Gelre.
N.T.C. De Witsangh beschikt over zeven gravelbanen en vier binnenbanen en heeft circa 450 leden.